# 室戶拉摩蟹
室戶拉摩蟹（学名：Lamoha murotoensis）为人面蟹科拉摩蟹屬下的一个种。